# 사카사후지

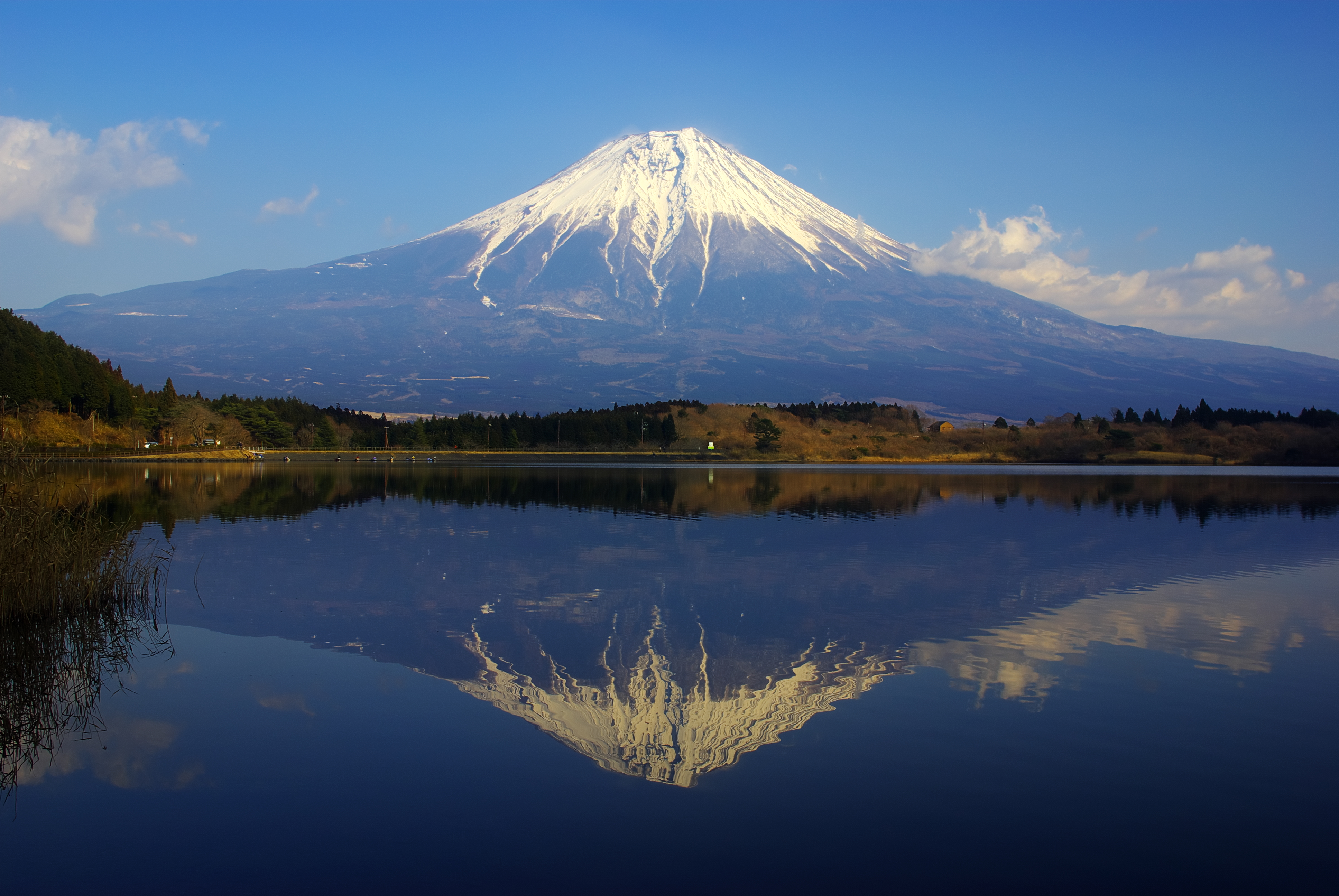
다누키호에서 바라본 후지산의 모습

사카사후지(일본어: 逆さ富士じ→거꾸로 된 후지산)는 후지산의 풍경을 나타내는 별칭 가운데 하나이다. 수면에 후지산이 상하 반전된 형태로 비치는 그 산그림자 또는 후지산 본체와 함께 만들어지는 기하학적 경관을 가리켜 말한다.

## 개요

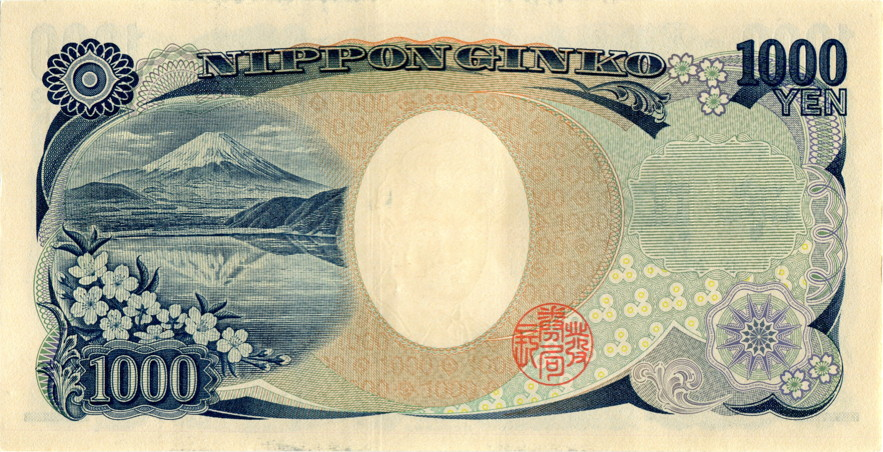
일본 1000엔 지폐 E호권 뒷면에 그려진 모토스호에 거꾸로 비친 후지산

사카사후지는 그 아름다운 모습 때문에 옛날부터 일본인에게 사랑받아 왔다. 에도 시대에 활동했던 우키요에 화가인 가쓰시카 호쿠사이는 《후가쿠 36경》(富嶽三十六景) 그림 가운데 하나인 〈고슈의 미사카의 호수 수면〉(일본어: 甲州三坂水面)에서 가이국 쓰루군의 지배하에 있던 가와구치호에 거꾸로 비친 후지산을 그려냈다.
근현대에는 사진 작가인 오카다 고요가 모토스호에 거꾸로 비친 후지산을 포착한 《호반의 봄》(일본어: 湖畔の春, 1935년 작품)을 발표했는데 이 사진은 제2차 세계 대전 이후에 일본에서 발행된 1000엔 지폐 E호권, 5000엔 지폐 D호권의 뒷면에 채택됐다. 또한 소설가인 다자이 오사무는 미사카토 고개에서 거꾸로 비친 후지산의 모습을 소설 《후가쿠 100경》(富嶽百景, 1938년) 속에 그려냈다.
현대에는 일본 국민들뿐만 아니라 카메라 작가, 화가를 비롯한 많은 사람들에게 높이 평가되며 앞에서 언급한 일본의 지폐 뒷면처럼 디자인으로도 사용된다. 일본 각지에서 운행하는 전동차 표지판에도 거꾸로 비친 디자인이 존재한다.
사카사후지는 호수 수면이 잠잠할 때 볼 수 있는 풍경이며 수면이 잔잔하고 파도가 없는 상태일수록 선명하게 비친다. 후지산이 거꾸로 비치는 지역의 이름을 따서 '○○호수의 사카사후지'(○○湖の逆さ富士), '○○호수와 사카사후지'(○○湖と逆さ富士) 등으로 표현되는 경우가 많다. 후지 5호 등 산지에 호소(湖沼, 호수와 늪)가 많은 야마나시현 쪽에서 많이 볼 수 있지만 시즈오카현 후지산 세계유산 센터는 건물의 디자인과 인공 수면으로 거꾸로 후지를 연출하고 있다.

## 더블 다이아몬드 후지

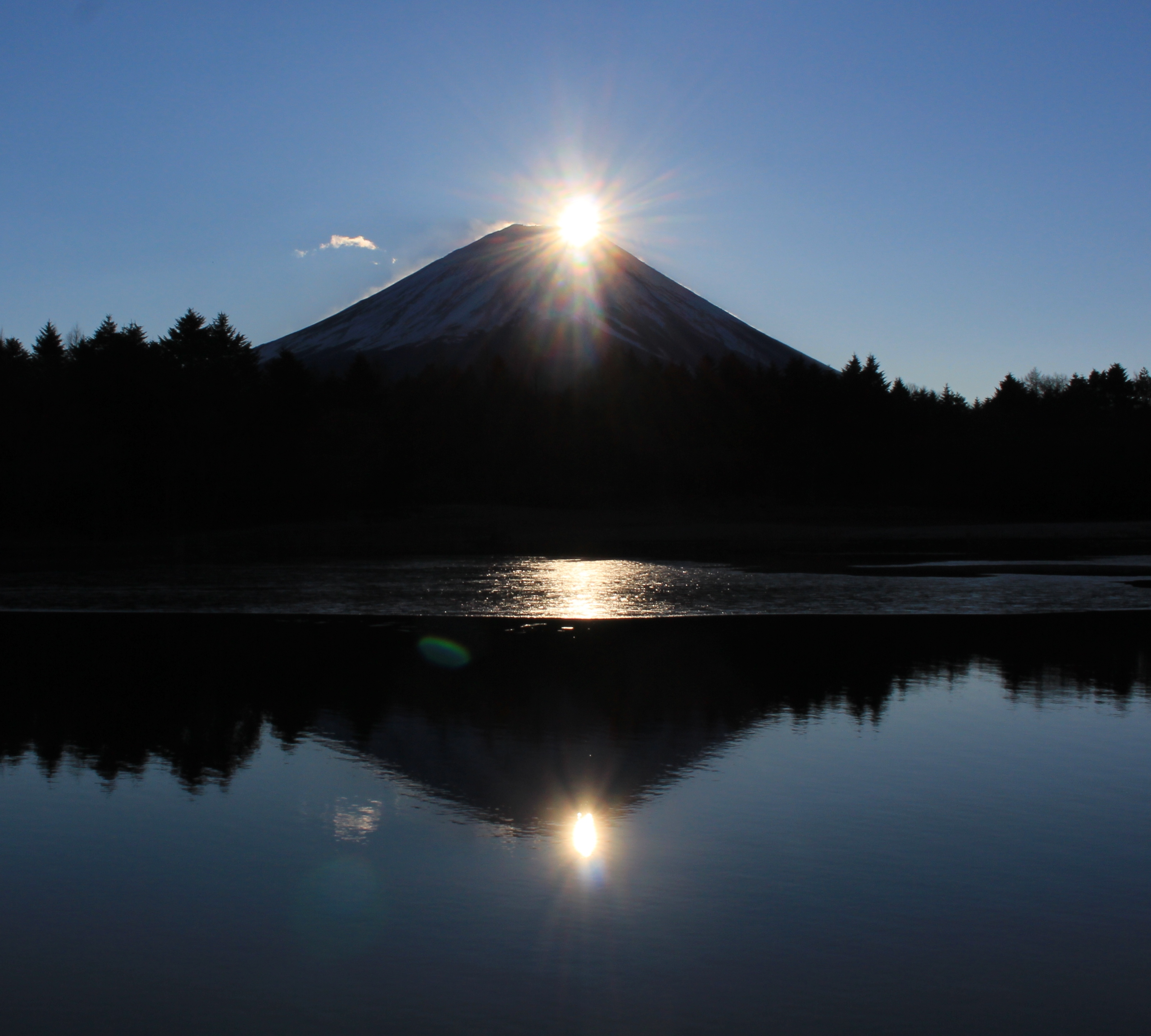
더블 다이아몬드 후지

더블 다이아몬드 후지(일본어: ダブルダイヤモンド富士)는 다이아몬드 후지(일본어: ダイヤモンド富士, 후지산 정상과 태양이 겹쳐서 생기는 광학 현상)와 사카사후지의 조건이 합쳐진 상태를 가리킨다. 후지산 자체에서 볼 수 있는 것과 수면에 비치는 다이아몬드 후지 2개가 있기 때문에 이 이름으로 불린다. 그러나 일출 시에는 이러한 조건·상태가 될 기회 자체가 적기 때문에 촬영은 매우 곤란하다.

## 후가쿠 36경의 사카사후지
가쓰시카 호쿠사이는 가이국의 명소와 생업, 가이국에서 포착된 후지산의 뒷모습을 그린 작품을 많이 남겼지만 가쓰시카 호쿠사이가 가이국을 방문한 기록은 찾아볼 수 없다. 《후가쿠 36경》은 가쓰시카 호쿠사이가 1830년(덴포 원년)부터 1834년(덴포 5년)에 걸쳐 출판된 연작인데 36점 가운데 가이국에서 포착된 후지산의 뒷모습을 그린 작품은 6점이다. 이 가운데 〈고슈의 미사카의 호수 수면〉에는 가이국에서 거꾸로 비친 채로 포착된 후지산이 그려져 있다.
'미사카'(三坂)는 '미사카토'(御坂)라는 뜻으로 고후 분지에서 가와구치호로 빠져나가는 가마쿠라 가도의 미사카토 고개(후에후키시 미사카토정)를 의미한다. 이 곳은 《가이총기》(甲斐叢記)를 비롯하여 예로부터 사카사후지의 명소로 알려져 있었지만 실제로는 미사카토 고개에서 거꾸로 비친 후지산을 볼 수 없다.
사카사후지는 후지산 본체와 산그림자의 위치 관계가 점대칭으로 회전을 가한 듯 어긋난 모습을 띠고 있다. 특히 후지산 본체가 여름의 모습이고 호수 수면에 비친 후지산이 눈이 쌓인 겨울의 모습인 채로 대칭을 이루고 있는 형상을 공들여 연출하는 기하학적 구도를 이루고 있다.
〈고슈의 미사카의 호수 수면〉은 미사카토 고개로부터 바라본 후지산의 모습을 그리고 있다. 따라서 시점은 훨씬 높지만 실제 모습으로서는 가와구치호 북안의 오이시(大石, 후지카와구치코정 오이시) 부근의 시점으로 보여진다. 그리고 확실히 그 지점에서의 후지미(富士見)의 구도는 바로 앞의 산과의 위치 관계로부터 평행사변형의 액자적 양상을 보이고 있어 지금도 당시와 마찬가지로 볼 수 있다. 다만 가쓰시카 호쿠사이가 그린 그림과는 좌우 관계가 반대이다.
또한 가쓰시카 호쿠사이가 사망한 이후인 1849년(가에이 2년)에 간행된 《호쿠사이 만화 13편 무제 (고슈 미사카수면)》(일본어: 北斎漫画 十三編 無題 (甲州三坂水面))에서도 거꾸로 비친 후지산을 그리고 있다.
에도 시대에 활동한 우키요에 화가인 우타가와 히로시게는 1859년(안세이 6년)에 간행한 《후지 36경》(富士三十六景)의 〈가이국의 미사카 고개를 넘어〉(甲斐御坂越)에서 가쓰시카 호쿠사이와 마찬가지로 미사카토 고개에서 본 가와구호와 후지산을 그리고 있지만 호수 수면에는 거꾸로 비친 후지산이 그려져 있지 않다.
미사카토 고개는 근대에 있어서도 명소로서 알려졌다. 특히 소설가인 다자이 오사무는 1934년(쇼와 9년)에 창업한 음식점인 덴카차야(天下茶屋)에 거주했고 1938년(쇼와 13년)에 소설 《후가쿠 100경》(富嶽百景)을 썼다.

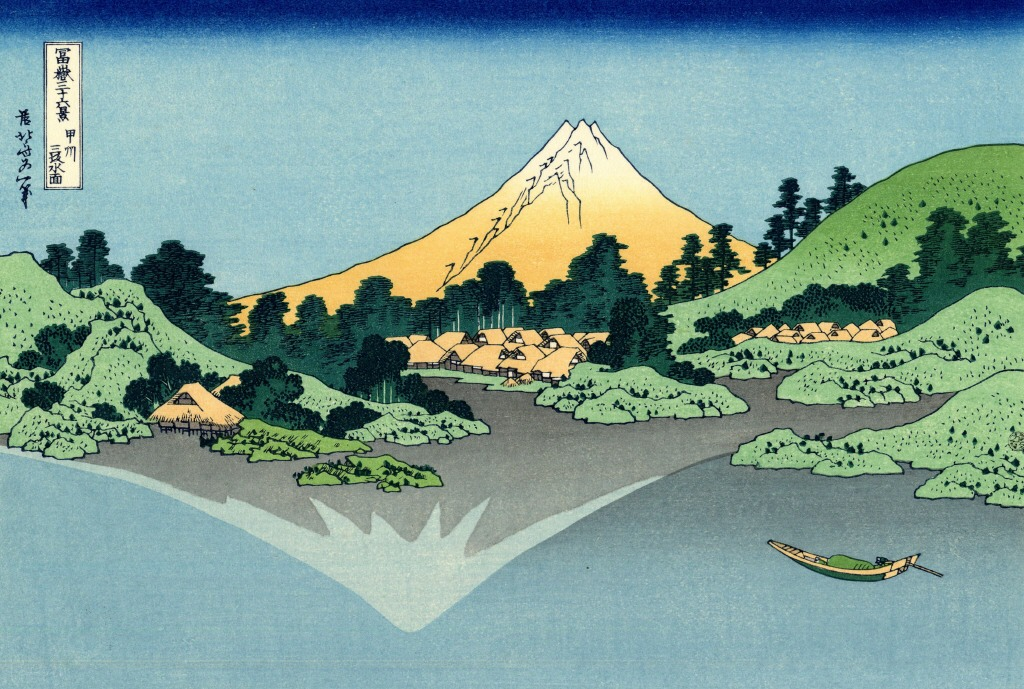
가쓰시카 호쿠사이의 그림 〈고슈의 미사카의 호수 수면〉
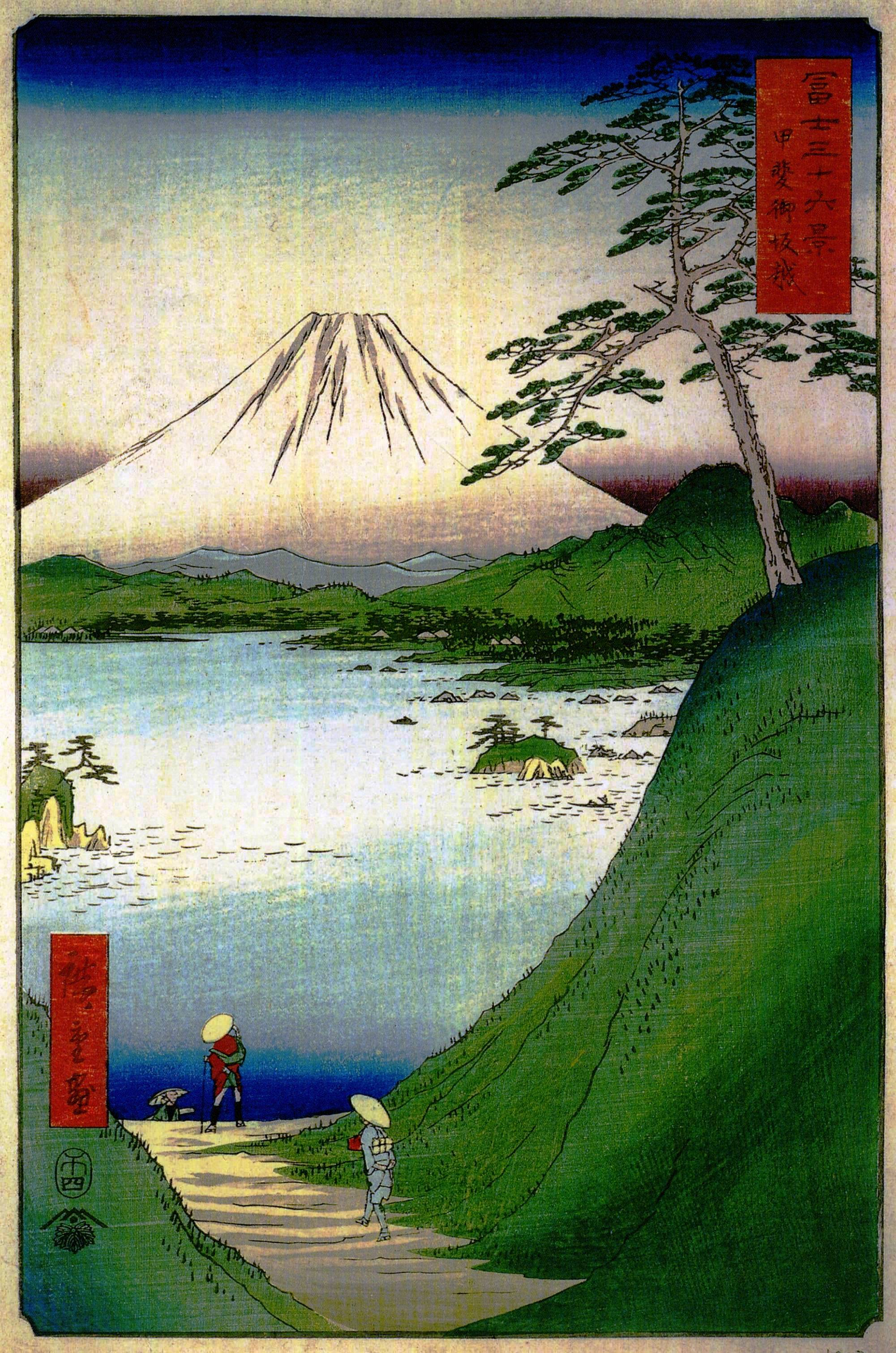
우타가와 히로시게의 그림 〈가이국의 미사카 고개를 넘어〉

## 사카사후지 풍경
아래에 있는 사진들은 후지 5호, 다누키호, 아시노호에서 촬영한 사카사후지를 담고 있다.
|                                |                                         |                                         |                                |
| 모토스호에서 촬영한 사카사후지 | 겨울에 야마나카호에서 촬영한 사카사후지 | 여름에 야마나카호에서 촬영한 사카사후지 | 아시노호에서 촬영한 사카사후지 |

## 참고 문헌
- 井澤英理子·宮澤富美恵 編, 《北斎の富士 北斎と甲斐の国》, 山梨県立博物館, 2011년
- 井澤英理子·宮澤富美恵, 〈北斎が描いた甲斐の国〉, 《山梨県立博物館 研究紀要 第6集》, 山梨県立博物館, 2012년